# カール・フォン・ハーナウ＝ホロヴィッツ
カール・フォン・ハーナウ・ウント・ツー・ホロヴィッツ（Karl Prinz von Hanau und zu Hořowitz, 1840年11月29日 - 1905年1月27日）は、最後のヘッセン選帝侯フリードリヒ・ヴィルヘルム1世の四男。ハーナウ侯（1902年 - 1905年）。

## 生涯
選帝侯とその身分違いの妻ゲルトルーデ・レーマンの間の第7子、四男として生まれた。兄弟姉妹は1853年に母が授けられたハーナウ侯夫人の爵位に基づく、ハーナウ侯子・侯女の身分を有していた。1866年にドイツ戦争で敗れた父が廃位され、選帝侯国がプロイセン王国領に併合された後も、カッセルに留まった。1902年に兄ヴィルヘルムが死ぬと、ハーナウ侯位と家族世襲財産であるボヘミアの所領を相続した。自身の死後は弟ハインリヒが爵位と世襲財産を継いだ。
1882年11月11日にハノーファーにおいて、伯爵令嬢ヘルミーネ・フォン・グローテ（1859年 - 1939年）と結婚したが、間に子供は無かった。